# Saturnia pyri
La saturnia del pero o pavonia maggiore (Saturnia pyri (Denis & Schiffermüller, 1775)) è un lepidottero appartenente alla famiglia Saturniidae, diffuso in Europa, Nordafrica, Asia e America Settentrionale.
Deve il suo nome comune al fatto che i bruchi si nutrono principalmente di foglie di pero (Pyrus), ma può nutrirsi anche di foglie di melo (Malus domestica), noce (Juglans), pioppo (Populus), olmo (Ulmus), albicocco (Prunus armeniaca), ciliegio (Prunus avium) e diversi altri alberi del genere Prunus.

## Descrizione
È una delle più grandi falene europee. La femmina raggiunge un'apertura alare di 150–160 mm, il maschio è di dimensioni un poco inferiori. Il bruco di questa specie è caratterizzato da un bel colore verde con tubercoli azzurri e a maturità arriva a misurare anche 10 cm. Per questo motivo, talvolta, può risultare dannoso per i frutteti. 
Come per molti lepidotteri sulle ali ha delle decorazioni a forma di occhi di pavone per sorprendere il predatore e/o deviarne gli attacchi lontano dalle parti vitali.
Le ali sono sul colore nocciolato, sfumato con grigio, contornate da una fascia di color ocra chiara.

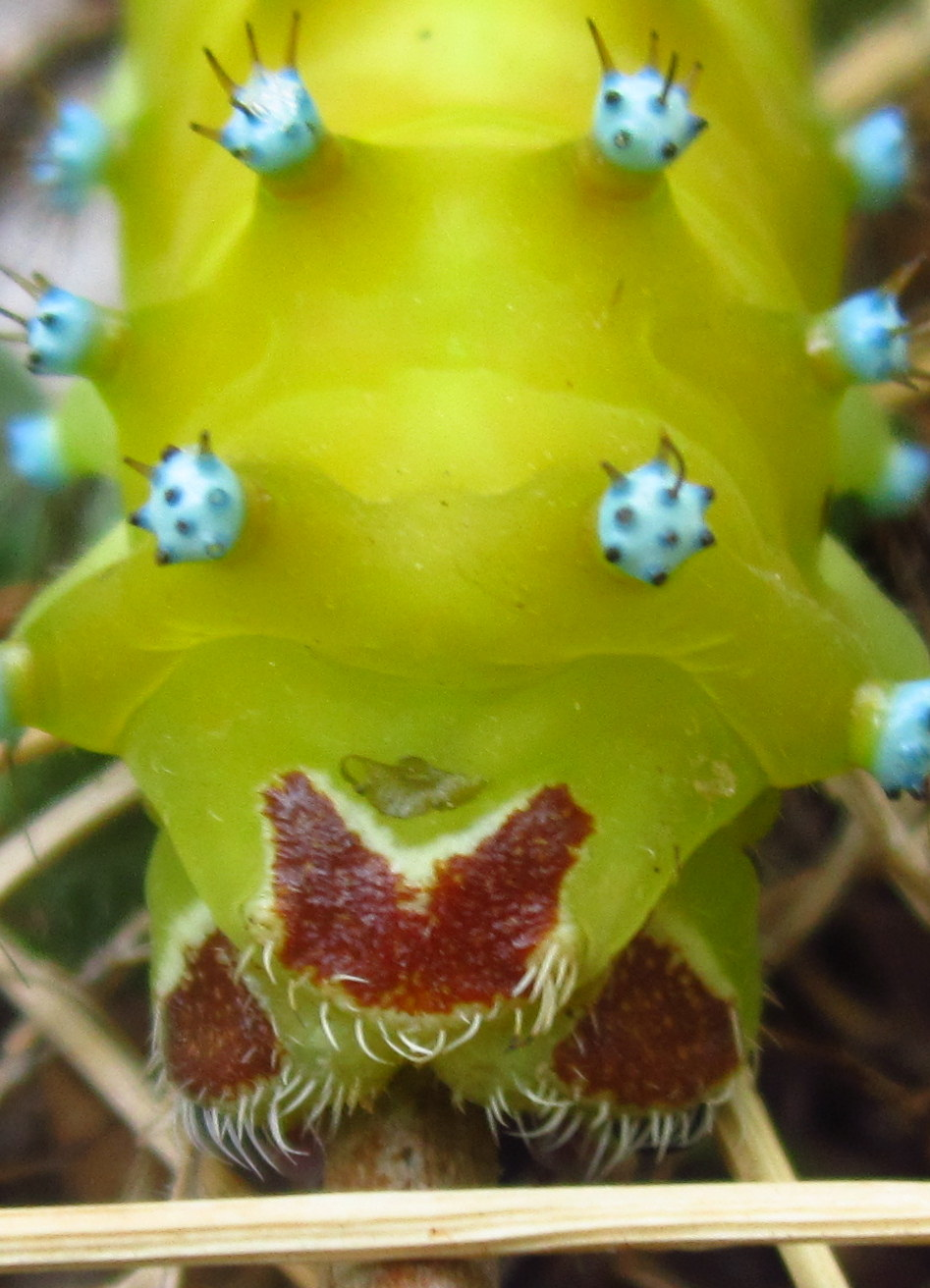
Particolare del bruco
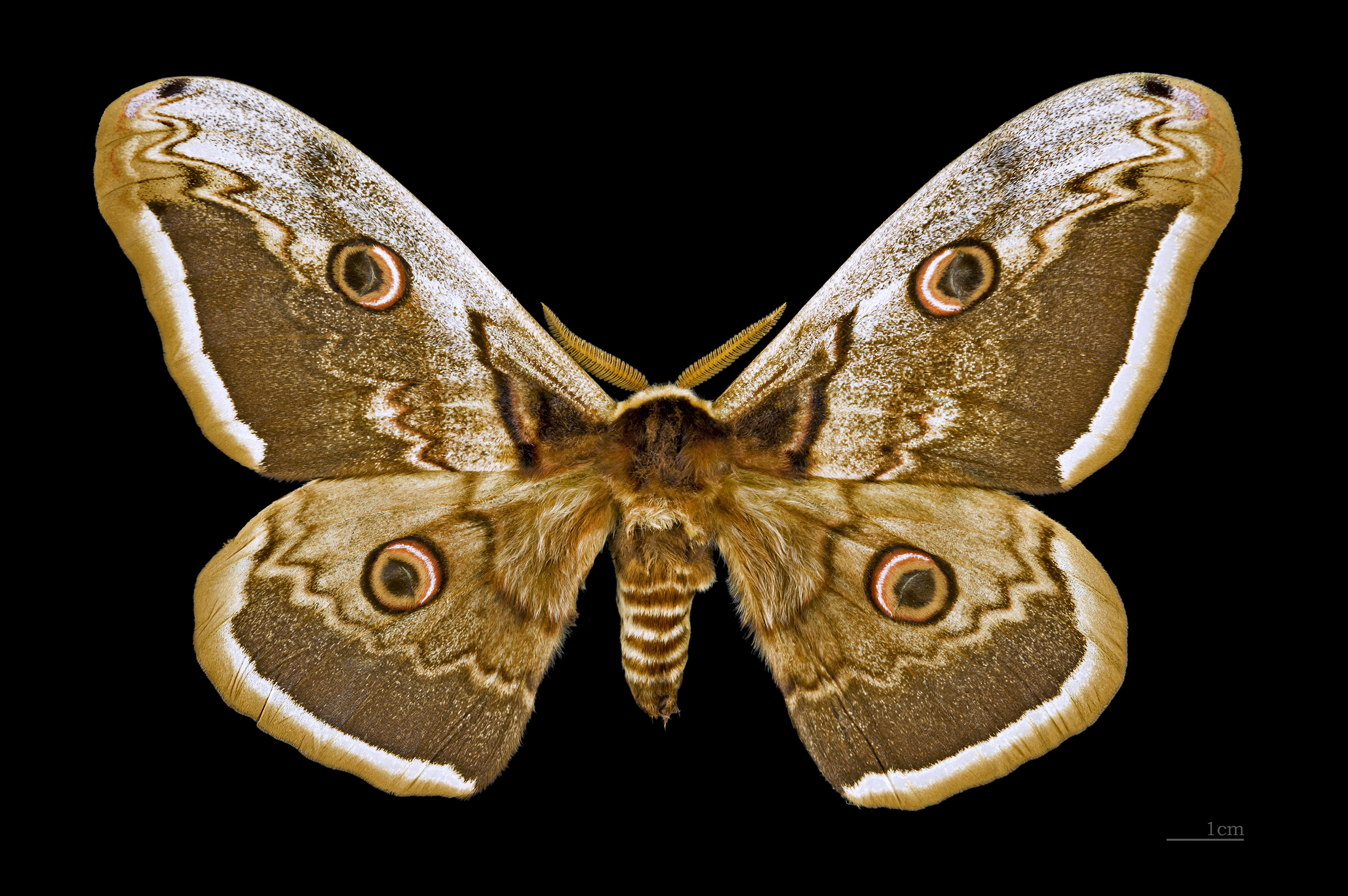
♂
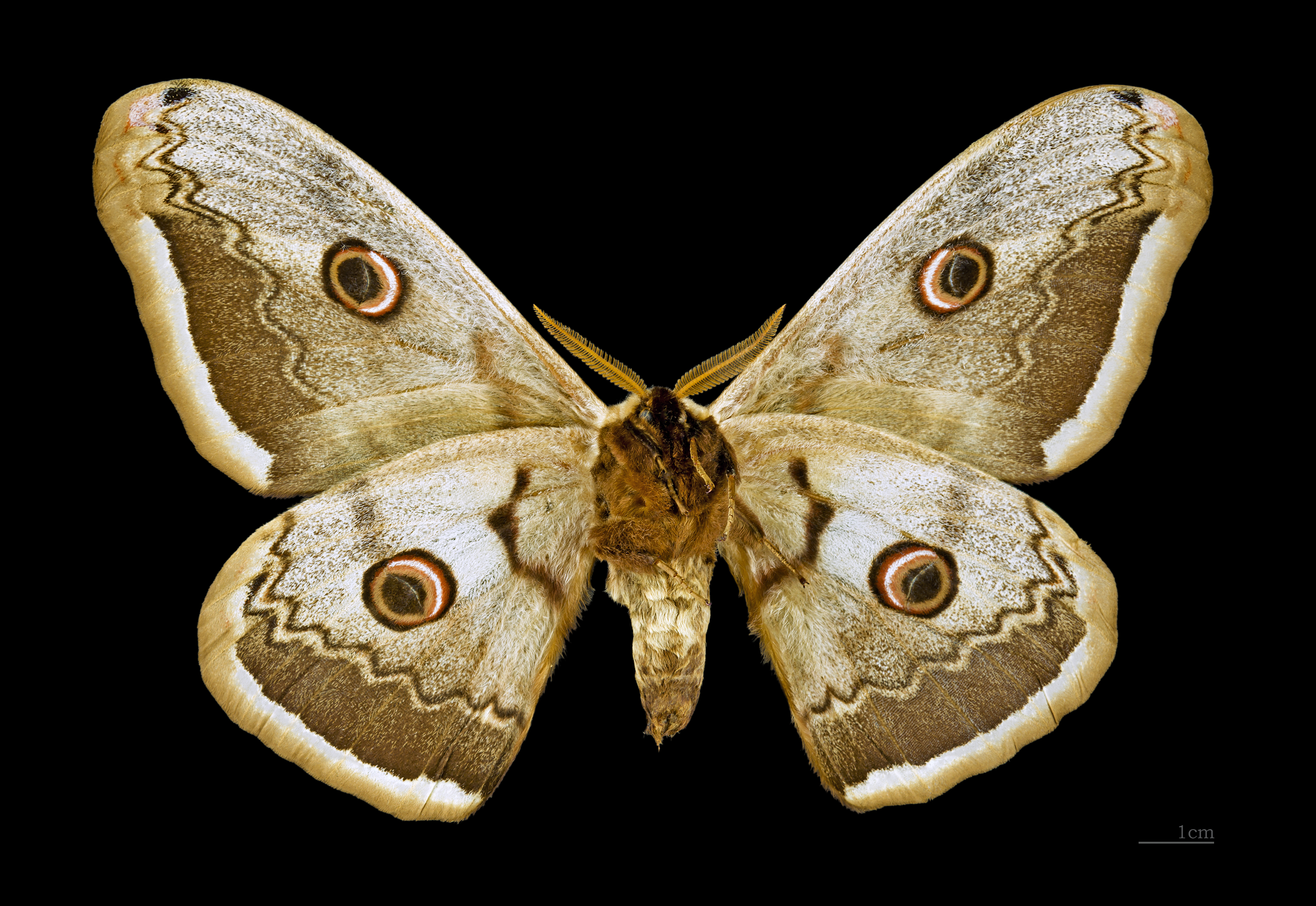
♂ △

## Distribuzione e habitat
Si trova nei paesi Mediterranei, nel Vicino Oriente, Nord Africa e in America Settentrionale, l'habitat ideale sono le zone calde preferibilmente con presenza di alberi da frutta.

## Biologia
Raggiunta la massima età tra (Giugno e Agosto), il bruco tesse un grosso bozzolo sericeo piriforme di colore marrone e al cui interno avviene la ninfosi.
Trascorrerà uno o più inverni sotto forma di crisalide, dopodiché sfarfallerà l'adulto, in primavera, in un periodo che va da aprile-giugno.
L'adulto è attirato dalle luci come lampadine e lampioni, non è in grado di nutrirsi poiché presenta un apparato boccale atrofizzato, ragion per cui vivrà il tempo necessario per assicurare la riproduzione e la continuità della specie (poche ore o pochi giorni).
Il maschio adulto è dotato di due antenne pettiniformi (filiformi nella femmina) con le quali capta il segnale odoroso della femmina anche a 2 km di distanza. La femmina, dal canto suo, produce dei feromoni sessuali, che guidano il maschio al loro incontro ed è caratterizzata dall'addome più voluminoso.
Anche poche ore dopo l'accoppiamento, la femmina depone le uova ed esaurisce le ultime riserve energetiche accumulate da bruco, il maschio invece può accoppiarsi altre volte.
Queste falene sono energiche volatrici e può accadere talvolta di scambiarle per dei pipistrelli.